# SPEED World Challenge
De SPEED World Challenge is een Amerikaanse raceklasse georganiseerd door de SCCA. Het bestaat uit twee klasses: Touring en Grand Touring.
De raceklasse werd opgericht in 1972 onder de naam "Showroom Stock". Het hield die naam tot 1984. In 1985 ging het mannenblad Playboy het sponsoren. De huidige sponsor is de televisiezender SPEED Channel.

## De auto
Alle auto's rijden met een spoiler.

### Touring
De auto's in de Touring klasse hebben tussen de 225 en 275pk en ze hebben een 2.8 motor. Enkele auto's die meedoen zijn de Honda Acura RSX, Mazda 6, Ford Focus en Volkswagen Jetta.

### Grand Touring
De auto's in de Grand Touring klasse hebben tussen de 425 en 550pk. Enkele voorbeelden zijn de Corvette, Dodge Viper, Porsche 911 GT3 en Volvo S60.

## De race
Elk seizoen bestaat uit 10 races. Een race duurt 50 minuten. In tegenstelling tot de NASCAR en de Rolex Sports Car Series gebruiken ze hier een staande start omdat die als moeilijker geacht wordt.

## Kampioenen

### Touring
| Jaar | Naam              | Team                 |
| ---- | ----------------- | -------------------- |
| 2007 | Jeff Altenburg    | Tri-Point Motorsport |
| 2006 | Pierre Kleinubing |                      |
| 2005 | Peter Cunningham  |                      |

### GT
| Jaar | Naam              | Team            |
| ---- | ----------------- | --------------- |
| 2007 | Randy Pobst       | Cadillac Racing |
| 2006 | Lawson Aschenbach |                 |
| 2005 | Andy Pilgrim      |                 |
| 2004 | Tommy Archer      |                 |
| 2003 | Randy Pobst       |                 |
| 2002 | Michael Galati    |                 |